# Augusto Prado
Augusto Prado Landaure (Callao, 28 de marzo de 1946) es un exfutbolista peruano. Jugaba de defensa central e hizo la mayor parte de su carrera en Atlético Chalaco.
Fue capitán del equipo de Atlético Chalaco que fue subcampeón del Campeonato Descentralizado 1979 y disputó la Copa Libertadores 1980 donde en la última fecha del torneo ante Sporting Cristal lesiona de forma artera a Julio César Uribe.

## Clubes
| Club              | País | Año         |
| ----------------- | ---- | ----------- |
| Atlético Ayacucho | Perú | 1965        |
| Carlos Concha     | Perú | 1966 - 1967 |
| KDT Nacional      | Perú | 1968 - 1969 |
| Alianza Lima      | Perú | 1970 - 1971 |
| José Gálvez       | Perú | 1972        |
| Atlético Chalaco  | Perú | 1973 - 1989 |